# OpenDOAR
Каталог сховищ із відкритим доступом (Directory of Open Access Repositories, OpenDOAR) — вебсайт, що базується у Великій Британії, який містить записи про репозитарії відкритого доступу, дозволяє шукати їх та сортувати за певними параметрами. Сервіс не збирає повної інформації про сховища та не здійснює пошук за метаданими репозитаріїв.
OpenDOAR підтримується Університетом Ноттінгема під патронатом організації SHERPA і був розроблений у співпраці з Лундським університетом. Проєкт фінансується Інститутом відкритої науки, неприбутковою компанією Jisc, Консорціумом наукових бібліотек (CURL) та коаліцією SPARC-Європа.   
Система OpenDOAR містить інформацію виключно про репозитарії, які повністю підтримують концепцію відкритого доступу до повних текстів документів. Репозитарії, які вимагають реєстрації або мають документи доступ до яких обмежений чи платний, не заносяться у каталог, так само і ті, що містять тільки метадані.   
OpenDOAR заявляє відсутність дублювання записів про репозитарії завдяки тому, що модератор перевіряє інформацію про кожен репозитарій. 
Станом на 2017 рік у каталозі було зареєстровано 75 українських інституційних репозитаріїв, перші реєстрації датуються 2007 роком.